# Naseau
Pour l’article ayant un titre homophone, voir Nasaux.

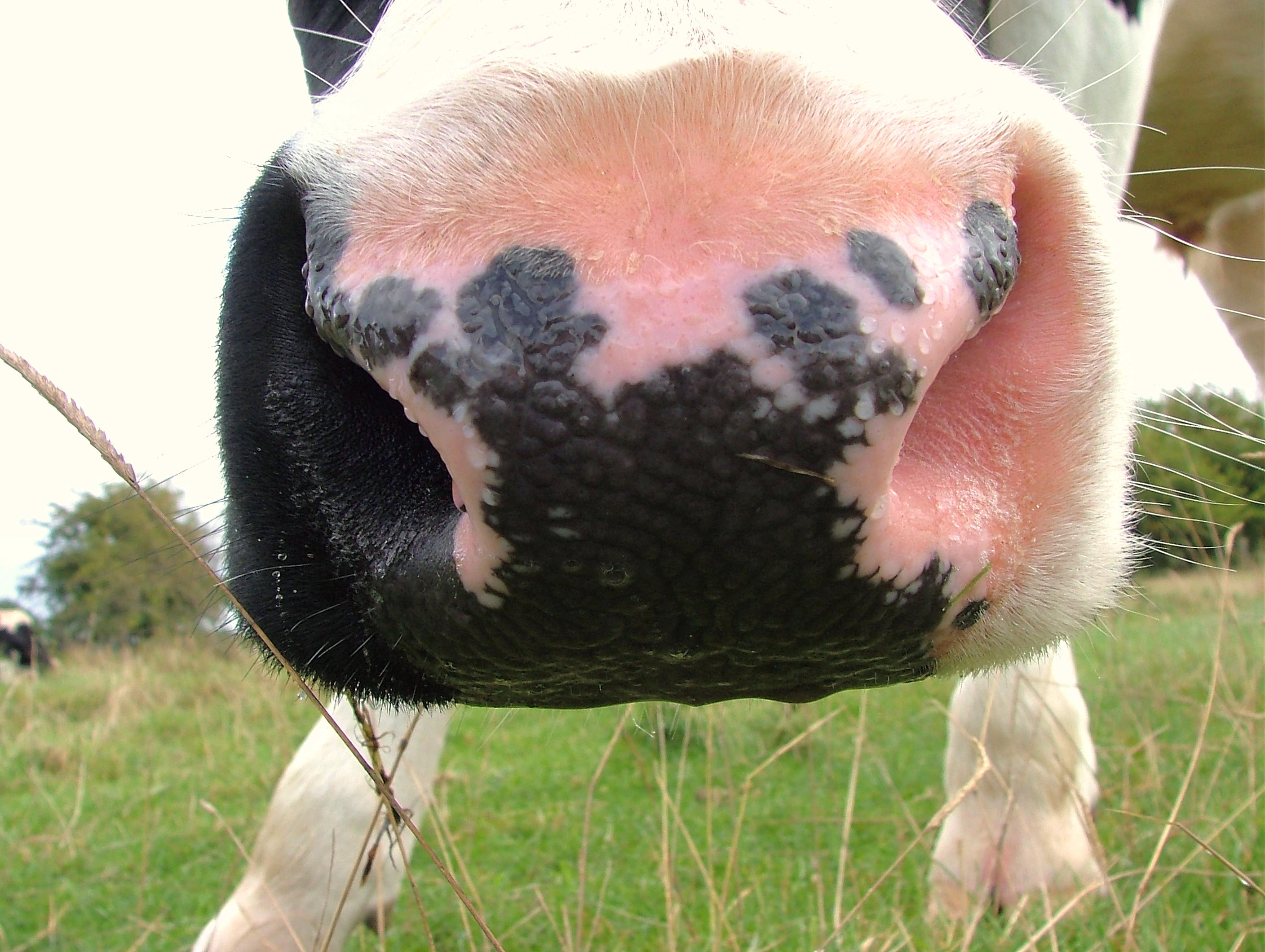
Naseaux d'une vache

Le naseau (pl. naseaux) est l'orifice externe de l'appendice nasal de certains grands mammifères herbivores, en particulier les bovins, les ânes et les chevaux domestiques. Au nombre de deux, ils constituent la partie supérieure du museau, ou rhinarium. Le CNRTL le définit comme l'« orifice externe des narines des animaux, notamment du cheval, par lequel ils respirent et exercent leur odorat ».

## Chez le cheval

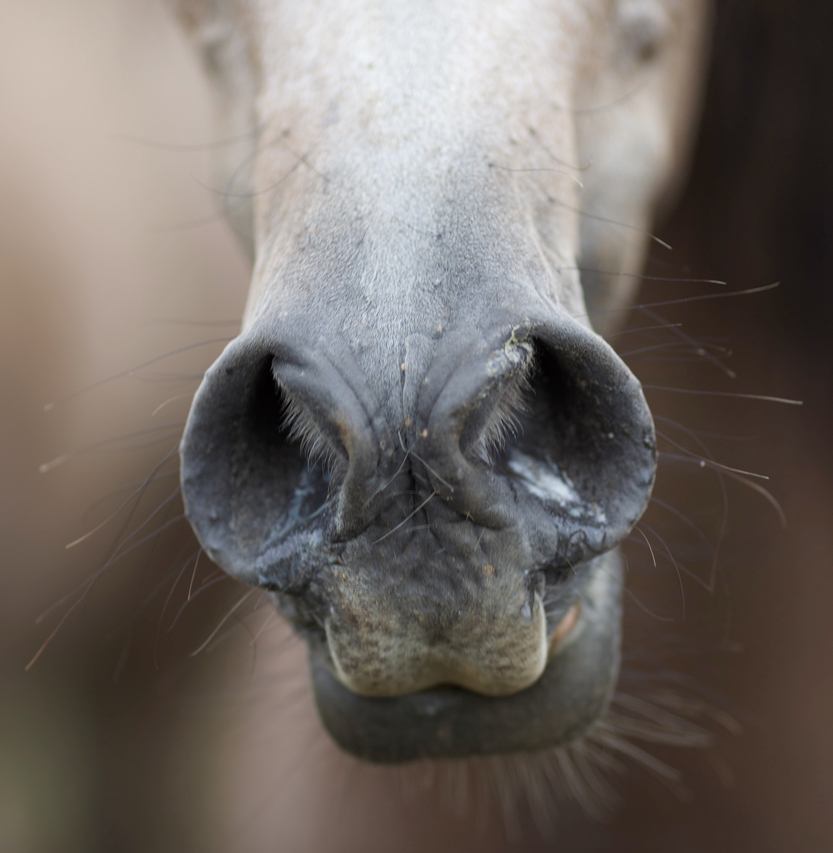
Naseaux dilatés d'un cheval arabe

Les naseaux se présentent comme deux « trous », généralement en forme de haricot, nettement séparés l'un de l'autre. Ils peuvent être plus ou moins dilatés, en particulier à l'effort. Lors de vocalisation comme le hennissement de contact, et lors de renâclements, les naseaux remuent.

## Mutilation
Il était d'usage de fendre un naseau de l'âne pour empêcher son braiment durant la Première Guerre mondiale.